# Simula
Simula – dwa języki programowania, Simula I oraz Simula 67, opracowane w latach 60. XX w. w Norweskim Ośrodku Obliczeniowym w Oslo przez Ole-Johana Dahla, Bjørna Myhrhauga i Kristena Nygaarda. Syntaktycznie jest to rozszerzenie języka ALGOL 60.
Simula 67 wprowadziła obiekty, klasy, dziedziczenie oraz podklasy, metody wirtualne i współprogramy.
Simulę uważa się za pierwszy obiektowy język programowania. Simula została stworzona z myślą o tworzeniu symulacji komputerowych.
Simula miała bezpośredni wpływ m.in. na C++, Object Pascal, Java, C#.

## Historia
Poniższy opis bazuje na eseju historycznym Jana Rune Holmevika.
Kristen Nygaard zaczął pisać symulacje komputerowe w 1957 roku. Dostrzegł on potrzebę znalezienia lepszego sposobu na opisywanie symulowanych procesów i interakcji. Postanowił stworzyć język programowania, który mu w tym pomoże. Uświadomił sobie, że potrzebuje kogoś bardziej od siebie biegłego w programowaniu. Ole-Johan Dahl dołączył do niego w styczniu 1962. Krótko po tym postanowili, że tworzony przez nich język będzie rozszerzeniem kompilowalnym do ALGOLA 60. W maju 1962 został stworzony język „SIMULA I”, służący do tworzenia symulacji komputerowych.
Pod koniec maja 1962 Kristen Nygaard został zaproszony do firmy UNIVAC w ramach promowania jej nowego komputera – UNIVAC 1107. Podczas swojej wizyty Nygaard przedstawił koncepcje zawarte w Simuli Robertowi Bemerowi, dyrektorowi programowania systemów w UNIVAC. Bemer był wielkim zwolennikiem  ALGOLA i koncepcja Simuli bardzo do niego przemawiała. Bemer przewodniczył również spotkaniu na drugiej międzynarodowej konferencji o przetwarzaniu informacji, organizowanej przez International Federation for Information Processing (IFIP). Zaprosił Nygaarda, który zaprezentował swój referat „SIMULA - rozszerzenie ALGOLA do opisu sieci zdarzeń dyskretnych” („SIMULA - An Extension of ALGOL to the Description of Discrete-Event Networks”).
Norweski Ośrodek Obliczeniowy nabył po obniżonej cenie UNIVACA 1107 w sierpniu 1963. Dahl zaimplementował na nim kompilator języka SIMULA I w ramach umowy z firmą UNIVAC. Implementacja bazowała na kompilatorze ALGOLA 60. Prace zostały zakończone w styczniu 1965. Kilka następnych lat Dahl i Nygaard spędzili na uczeniu Simuli. Rozprzestrzeniła się ona na wiele krajów. SIMULA I została później zaimplementowana na komputer B5500 firmy Burroughs oraz na rosyjski komputer URAL-16.
W 1966 C.A.R. Hoare wprowadził koncepcję klasy rekordowej, którą Dahl i Nygaard  nieco rozszerzyli (wprowadzając m.in. prefiksowanie), tak by pasowała ona do pojęcia procesu w ich systemie. Dahl i Nygaard zaprezentowali swój artykuł na temat deklaracji klas i podklas na konferencji IFIP dotyczącej języków symulacji w Oslo w maju 1967. Artykuł ten stał się pierwszą formalną definicją Simuli 67. W czerwcu 1967 odbyła się konferencja mająca na celu standaryzację języka oraz rozpoczęcie jego implementacji. Dahl zaproponował połączenie koncepcji typu oraz klasy w jedno. Doprowadziło to do poważnych dyskusji i propozycja została odrzucona przez komitet. SIMULA 67 została formalnie ustandaryzowana na pierwszym spotkaniu organizacji SIMULA Standards Group w lutym 1968.
Pod koniec lat sześćdziesiątych i na początku siedemdziesiątych istniały cztery główne implementacje Simuli:
- UNIVAC 1100 Norweskiego Ośrodka Obliczeniowego
- IBM System/360 i IBM System/370 Norweskiego Ośrodka Obliczeniowego
- CDC 3000 Uniwersytetu w Oslo
- TOPS-10 Szwedzkiego Instytutu Badań dla Obrony Narodowej (Swedish Research Institute for National Defence)

Implementacje te zostały przeniesione na wiele różnych platform. W implementacji dla systemu TOPS-10 zostały zaimplementowane koncepcje publicznych, prywatnych i chronionych zmiennych i metod. Koncepcje te zostały później wcielone do Simuli 87. Simula 87 jest to ostatni standard, przeniesiony na wiele różnych platform. Istnieją jego trzy główne implementacje:
- Simula AS
- Lund Simula
- GNU Cim[9]

W listopadzie 2001 Dahl i Nygaard zostali odznaczeni Medalem Johna von Neumanna (IEEE John von Neumann Medal) „za wprowadzenie koncepcji będących podstawą dla programowania obiektowego przez zaprojektowanie i implementację SIMULI 67”. W lutym 2002 odebrali Nagrodę Turinga przyznaną im w 2001 roku „za współtworzenie koncepcji obiektowych języków programowania i opracowania języka Simula”.
Simula jest używana w ramach przedmiotów uniwersyteckich, na przykład profesor Jaroslav Sklenar uczy Simuli studentów na Uniwersytecie Maltańskim.

## Przykładowy kod

### Hello world
Przykładowy Hello world w Simuli:
```
Begin

   
OutText
 ("Hello World!");
   
Outimage
;

End
;
```

W Simuli wielkość liter nie ma znaczenia.

### Klasy, podklasy i metody wirtualne
Bardziej realistyczny przykład z użyciem klas, podklas i metod wirtualnych:
```
Begin

   
Class
 Glyph;
      
Virtual
: 
Procedure
 print 
Is
 
Procedure
 print;
   
Begin

   
End
;

   Glyph 
Class
 Char (c);
      
Character
 c;
   
Begin

      
Procedure
 print;
        OutChar(c);
   
End
;

   Glyph 
Class
 Line (elements);
      
Ref
 (Glyph) 
Array
 elements;
   
Begin

      
Procedure
 print;
      
Begin

         
Integer
 i;
         
For
 i:= 1 
Step
 1 
Until
 UpperBound (elements, 1) 
Do

            elements (i).print;
         OutImage;
      
End
;
   
End
;

   
Ref
 (Glyph) rg;
   
Ref
 (Glyph) 
Array
 rgs (1 : 4);

   
! Main program;

   rgs (1):– 
New
 Char ('A');
   rgs (2):– 
New
 Char ('b');
   rgs (3):– 
New
 Char ('b');
   rgs (4):– 
New
 Char ('a');
   rg:– 
New
 Line (rgs);
   rg.print;

End
;
```

Powyższy przykład definiuje klasę Glyph z dwoma podklasami – Char oraz Line. Implementacja wirtualnej metody print jest zdefiniowana w podklasach. Wykonanie programu rozpoczyna się od wykonania bloku „Main program”. W Simuli nie istnieje koncepcja klas abstrakcyjnych – klasy z czystymi (pozbawionymi implementacji) metodami wirtualnymi mogą być zainicjowane. Jednak wywołanie takiej metody skutkuje błędem wykonania.

### Symulacja
Simula zawiera pakiet „simulation”, służący do tworzenia symulacji w systemie zdarzeń dyskretnych.
Sam, Sally i Andy kupują ubrania. Muszą dzielić między siebie jedną przymierzalnię. Każde z nich rozgląda się po sklepie przez około 12 minut, a następnie korzysta z przymierzalni przez 3 minuty (oba czasy pochodzą z rozkładu normalnego). Symulacja opisanej sytuacji może zostać zaimplementowana w ten sposób:
```
Simulation 
Begin

   
Class
 FittingRoom; 
Begin

      
Ref
 (Head) door;
      
Boolean
 inUse;
      
Procedure
 request; 
Begin

         
If
 inUse 
Then
 
Begin

             Wait (door);
             door.First.Out;
         
End
;
         inUse:= 
True
;
      
End
;
      
Procedure
 leave; 
Begin

         inUse:= 
False
;
         
Activate
 door.First;
      
End
;
      door:– 
New
 Head;
   
End
;
  
   
Procedure
 report (message); 
Text
 message; 
Begin

      OutFix (Time, 2, 0); OutText (": " & message); OutImage;
   
End
;

   Process 
Class
 Person (pname); 
Text
 pname; 
Begin

      
While
 
True
 
Do
 
Begin

         Hold (Normal (12, 4, u));
         report  (pname & " is requesting the fitting room");
         fittingroom1.request;
         report (pname & " has entered the fitting room");
         Hold (Normal (3, 1, u));
         fittingroom1.leave;
         report (pname & " has left the fitting room");
      
End
;
   
End
;

   
Integer
 u;
   
Ref
 (FittingRoom) fittingRoom1;

   fittingRoom1:– 
New
 FittingRoom;
   
Activate
 
New
 Person ("Sam");
   
Activate
 
New
 Person ("Sally");
   
Activate
 
New
 Person ("Andy");
   Hold (100);

End
;
```

Główny blok jest poprzedzony słowem Simulation dla umożliwienia symulacji. Pakiet „simulation” może zostać użyty na każdym bloku. Można nawet zagnieżdżać w sobie bloki z symulacjami (by symulować wykonywanie symulacji).
Obiekt przymierzalni używa kolejki (door). Gdy ktoś żąda dostępu do przymierzalni, a jest ona zajęta, musi on poczekać w kolejce (Wait (door)). W momencie gdy ktoś opuszcza przymierzalnie, pierwsza osoba (o ile taka istnieje) jest budzona z oczekiwania (Activate door.first) i usuwana z kolejki (door.First.Out).
Person to podklasa klasy Process. Jej zachowanie jest zdefiniowane poprzez wywołania „hold” (gdy osoba rozgląda się po sklepie lub jest zajęta przymierzaniem) oraz wywołania metod na obiekcie przymierzalni w momencie próby wejścia do przymierzalni oraz wychodzenia z niej.
Główny program tworzy wszystkie obiekty oraz aktywuje wszystkie osoby. Następnie czeka 100 minut symulowanego czasu, zanim zakończy działanie.